# Steve Everitt
Steven Michael Everitt (Miami, 21 agosto 1970) è un ex giocatore di football americano statunitense che ha militato nel ruolo di centro nella National Football League (NFL).

## Carriera
Dopo avere giocato a football al college a Michigan, Everitt fu scelto come 14º assoluto nel Draft NFL 1993 dai Cleveland Browns. Vi giocò per tre stagioni disputando tutte le 48 partite tranne tre e sempre come titolare. Nel 1996 la franchigia si trasferì a Baltimora diventando i Ravens e Everitt vi rimase per un'altra stagione. Nel 1997 passò ai Philadelphia Eagles con cui disputò le ultime tre stagioni della carriera.

## Palmarès
- PFWA All-Rookie Team - 1993

## Statistiche
| Partite             | 103 |
| Partite da titolare | 98  |